# Ohne Geld bis ans Ende der Welt
Ohne Geld bis ans Ende der Welt ist ein Reisebericht des Entertainers und Journalisten Michael Wigge, der im Sommer 2010 zu einem Selbstversuch aufbrach. Wie sein berühmt gewordenes Vorbild Michael Holzach, der 1980 ein halbes Jahr lang quer durch Deutschland gewandert war und darüber seinen Bestseller Deutschland umsonst geschrieben hatte, reiste auch Wigge ohne einen Cent in der Tasche in 150 Tagen bis in die Antarktis und legte dabei 35.000 Kilometer zurück.
Der Weg führte ihn von Berlin aus über Köln und Antwerpen per Schiff nach Montreal und weiter durch insgesamt elf Länder (Deutschland, Belgien, Kanada, USA, Costa Rica, Panama, Kolumbien, Peru, Bolivien, Chile, Argentinien) und vier Kontinente (Europa, Nord- und Südamerika, Antarktis).
Der Gratis-Transport war nach seinen eigenen Aussagen „der schwierigste und abwechslungsreichste Teil der Reise.“ Zwei Schiffe brachten ihn über den Atlantik bzw. die Drake-Passage am Südpol. Sieben Flugzeuge flogen ihn zu zwei Hawaii-Inseln, nach Costa Rica, Kolumbien und Peru. Eine Pferdekutsche, ein altes Fahrrad und eine anstrengende Wanderung halfen ihm quer durch Ohio. Außerdem war er in zwei Zügen und in über zwanzig Autos und Trucks unterwegs.
Den zweitschwierigsten Teil der Reise bildeten die 150 Übernachtungen. Insgesamt kam er bei über 40 Leuten als sogenannter Couchsurfer unter. Zusätzlich schlief er in einer Scheune der Amischen, im Park von Albuquerque, in zwei Motels, in einem Busbahnhof (sitzend), am warmen Strand von Waikiki (mit Zelt) und auf windigen Felsen im eisigen Hochgebirge (ohne Zelt). Er lernte die unterschiedlichsten Klimazonen kennen: Polarregion, Wüste, Subtropen, Tropen, gemäßigte Zone und die alpinen Hoch-Anden.
Weniger schwer fiel es ihm, sich fünf Monate lang mit Gratis-Essen über Wasser zu halten – meistens als Bittsteller „in bestimmt 500 Geschäften, Restaurants und Cafés“, wo er von seiner besonderen Form von Weltreise erzählte und so die Herzen seiner Mitmenschen erweichen konnte, oder aber per Dumpster Diving: Dabei geht es darum, „die Müllcontainer von Supermärkten nach Lebensmitteln zu durchsuchen, die nicht mehr verkauft werden können, weil das Verfallsdatum abgelaufen ist oder sie nicht mehr gut genug aussehen.“ Was nicht erbettelt werden konnte, verdiente er sich mit 13 verschiedenen und teilweise recht skurrilen Jobs: als Butler, als Mädchen für alles, als Werbefilmer, als „human sofa“ (menschliches Sofa) für müde Passanten in Las Vegas, als Sonnenöl-Eincremer, als „hill helper“ (der Fußgänger die hügeligen Straßen San Franciscos hinaufschob), als Kissenschlacht-Veranstalter, als Umzugshelfer, als Gesangsdouble, als Lastenträger, als Obstverkäufer, als Bauchredner und als Leichtmatrose.
Auch wenn er für den Notfall durch eine Kreditkarte (die er nie benutzte) gegen Verhungern abgesichert war, brachte er doch als wichtigste Erfahrung die Erkenntnis mit zurück nach Hause, „dass wenig Besitz nicht wenig Glück bedeutet“ und dass „das negative Menschenbild, das uns von den Medien vermittelt wird“, keineswegs der Wirklichkeit entspricht.

## Textausgabe
- Michael Wigge: Ohne Geld bis ans Ende der Welt. Eine Abenteuerreise. Köln: Kiepenheuer & Witsch (2010). ISBN 978-3-462-04181-1

## TV-Serie
- Ohne Geld bis ans Ende der Welt. Reportagereihe von und mit Michael Wigge (5 × 30 min) ZDFneo